# Батаљон је одлучио
„Батаљон је одлучио” је југословенски кратки филм из 1974. године. Режирао га је Радомир Шарановић а сценарио је написао Шпиро Иванишевић.

## Улоге
| Глумац               | Улога |
| -------------------- | ----- |
| Бранко Ђурић         |       |
| Милан Лане Гутовић   |       |
| Михајло Костић Пљака |       |
| Ирфан Менсур         |       |
| Мило Мирановић       |       |
| Војкан Павловић      |       |